# زیگفرید زلبرهر
زیگفرید زلبرهر (به آلمانی: Siegfried Selberherr) (متولد ۳ اوت سال ۱۹۵۵ میلادی در شهر کلوسترنویبورگ) یک محقق اتریشی در زمینه میکروالکترونیک می‌باشد. وی استاد انستیتو میکروالکترونیک در دانشگاه فنی وین است. زمینهٔ تحقیقات اصلی وی مدل‌سازی و شبیه‌سازی پدیده‌های فیزیکی در زمینه میکروالکترونیک می‌باشد.

## زندگی‌نامه
زیگفرید زلبرهر از سال ۱۹۸۸ استاد کرسی در زمینه فناوری نرم‌افزارهای میکروالکترونیک در دانشگاه فنی وین می‌باشد. وی در رشته مهندسی برق در دانشگاه فنی وین تحصیل نموده و مدرک کارشناسی ارشد و دکتری خود را به ترتیب در سال‌های ۱۹۷۸ و ۱۹۸۱ و رساله استادی خود را در سال ۱۹۸۴ اخذ نموده‌است. پس از آن وی مدتی به عنوان محقق مهمان در آزمایشگاه‌های بل مشغول بود. در طول سال‌های ۱۹۹۶ الی ۲۰۲۰ میلادی وی مدرس برجسته تشکل ادوات الکترونی انجمن مهندسان برق و الکترونیک IEEE بوده‌است.
وی در طول سال‌های ۱۹۹۸–۲۰۰۵ ریاست دانشکده برق را بر عهده داشت. علاوه بر این وی در طول سال‌های ۲۰۰۱ الی ۲۰۱۸ میلادی به عنوان عضو و نیز قائم مقام در هیئت مدیره شرکت میکروسیستم‌های اتریش (به انگلیسی: ams AG) حضور داشت و پس از آن به عنوان مشاور علمی هیئت مدیره می‌باشد. وی از سال ۱۹۸۴ میلادی در هیئت امنای دانشکده بیوتکنولوژی کشاورزی شهر تولن عضویت دارد.

## دست‌آوردها
پروفسور زلبرهر به همراه تیم تحقیقاتی خود تاکنون بیش از ۴۰۰ مقاله در مجلات بین‌المللی و بیش از ۱۲۰۰ مقاله در همایش‌های بین‌المللی به چاپ رسانده که در بیش از ۲۵۰ همایش به عنوان سخنران مدعو حضور داشته‌است. علاوه برتالیف ۳ کتاب وی ویراستار ۴۰ مجموعه می‌باشد و بیش از ۱۰۰ رساله دکتری را هدایت نموده‌است.
در طول تحقیقات خود وی برنامه ای به نام مینی ماس (به انگلیسی: MINIMOS) جهت شبیه‌سازی ادوات فلز-اکسید-نیمه رسانا را ایجاد نموده‌است. مدل تحرک پذیری الکترون‌ها که در این برنامه استفاده شد بعدها به نام وی نامیده شد. علاوه براین وی هدایت پروژه‌های متعددی با همکاری شرکت‌های معتبر نیمه هادی و سازمان‌های سرمایه‌گذاری، به عنوان مثال بنیاد علوم اتریش (به انگلیسی: Austrian Science Fund, FWF) انجمن تحقیقات کریستین داپلر (به انگلیسی: Christian Doppler Research Association, CDG)، و شورای تحقیقات اروپا (به انگلیسی: European Research Council, ERC) را بر عهده داشته‌است.

## جوایز
(منتخب)
- ۲۰۲۱: عضو عالی انجمن هوش مصنوعی آسیا-اقیانوسیه AAIA (به انگلیسی: Fellow of the Asia-Pacific Artificial Intelligence Association)
- ۲۰۲۱: عضو عالی مادام العمر IEEE (به انگلیسی: IEEE Life Fellow Member)
- ۲۰۱۸: جایزهٔ کلدو برونتی IEEE (به انگلیسی: IEEE Cledo Brunetti Award)
- ۲۰۱۵: نشان افتخار فرانز دینگهوفر از انیستیتوی دینگهوفر (به انگلیسی: Franz Dinghofer Medal)
- ۲۰۱۴: نشان افتخار مارین درینوف با روبان آکادمی علوم بلغارستان (به انگلیسی: Marin Drinov decoration of honour on ribbon of the Bulgarian Academy of Sciences)
- ۲۰۱۳: عضویت آکادمی اروپایا (به انگلیسی: Full Member of Academia Europaea)
- ۲۰۱۱: نشان نقره فرماندهی برای انجام خدمات برجسته در ایالت فدرال نیدراسترایش (به انگلیسی: Silver Commander's Cross of the Order of Merit for Distinguished Service for the Federal Province of Lower Austria)
- ۲۰۰۹: جایزهٔ پیشرفته شورای تحقیقات اروپا (به انگلیسی: Advanced Grant of the ERC)
- ۲۰۰۶: دکترای افتخاری دانشگاه نیش
- ۲۰۰۵: جایزهٔ افتخاری به خاطر خدمت به جمهوری اتریش (به انگلیسی: Grand Decoration of Honour for Services to the Republic of Austria)
- ۲۰۰۴: عضویت آکادمی علوم و هنر اروپا (به انگلیسی: Full Member of the European Academy of Sciences and Arts)
- ۲۰۰۱: جایزهٔ اروین شرودینگر آکادمی علوم اتریش (به انگلیسی: Austrian Academy of Sciences)
- ۱۹۹۴: جایزهٔ ویلهلم اگزنر انجمن شرکت‌های کوچک و متوسط اتریش (به انگلیسی: Wilhelm Exner Medal of the Austrian Association for Small and Medium-sized Enterprises)
- ۱۹۹۳: عضو همکار انجمن مهندسان برق و الکترونیک IEEE (به انگلیسی: Fellow of the Institute of Electrical and Electronics Engineers)
- ۱۹۸۶: جایزهٔ هاینز زیمانک آکادمی علوم اتریش (به انگلیسی: Heinz Zemanek Award of the Austrian Computer Society)
- ۱۹۸۳: جایزهٔ ارنست فهرر دانشگاه فنی وین (به انگلیسی: Dr. Ernst Fehrer Award of the TU Wien)